# U2の他の作品
アイルランド出身のロック・バンド、U2の「U2の作品」のページにはない作品を列記する。
参考：「U2のボノの作品」「U2のジ・エッジの作品」「U2のアダム・クレイトンの作品」「U2のラリー・マレン・ジュニアの作品」

## クリスマス（ベイビー・プリーズ・カム・ホーム）
『A Very Special Christmas』(1987)収録。
- Christmas (Baby Please Come Home)

当初は『U2/魂の叫び』のプロデューサー・ジミー・アイオヴィンの亡父に捧げるアルバムとして企画されたが、途中で精神障害者に教育と運動の機会を与えようという慈善団体「Special Olympics」のためのチャリティアルバムに変更。U2はフィル・スペクターが作曲したダーレン・ラヴの「Christmas (Baby Please Come Home)」のカバーを提供。ツアー中の1987年7月30日にスコットランドのグラスゴーで収録され、ダーレン・ラヴもバックコーラスに参加している。フィル・ジョアノーが監督したPVもある。このアルバムのジャケットでキース・ヘリングを知ったU2は10年後のPopmartで大々的に彼のイラストをフィーチャーした。
ヨシュア・トゥリーツアーで1度だけ演奏されたことがあったが、2020年にアイルランドのTV番組『Late Late Show』に出演した際にボノとエッジにより演奏され、2023年12月15日には、ラスベガスのスフィアで行われた「U2:UV アクトンベイビー・ライブ・アット・スフィア」の公演で、36年ぶりに演奏された。

## スウィート・ファイア・オブ・ラヴ、テスティモニー
『Robbie Robertson』(1987)収録。
- Sweet Fire of Love
- Testimony

ダニエル・ラノワがプロデューサーを務めていた元The Bandのロビー・ロバートソンのファーストアルバム『Robbie Robertson』に「Sweet Fire of Love」と「Testimony」の2曲で参加。「Sweet Fire of Love」では作曲にもクレジットされている。
1986年8月26日、ロビーはダブリンのthe Danesmoate studioで『The Joshua Tree』をレコーディング中だったU2を訪ね、そこで2日間過ごして作曲とレコーディングを行った。「Sweet Fire of Love」はU2が演奏し、ラノワがパーカッション、ロビーがバックコーラスを務めている。
「Testimony」はロビーがダブリンを訪れた際、アイルランドを襲っていたハリケーン・チャーリーの災禍の後日談をテーマにした曲である。またこの曲のイントロのブラスのリフはロビーが監修したマーチン・スコセッシの『ハスラー2』のために作った曲が元になっており、ロビーが子供の時に聞いたマヘリア・ジャクソンの「Didn’t It Rain, Children」という曲にインスパイアされたものである。
またアルバム収録曲「Fallen Angel」のシングルには「Testimony (Remix)」が収録されており、このリミックスヴァージョンは『Robbie Robertson / Storyville (Expanded Edition) 』(2006)にも収録されている。リミックスを手掛けたのはナイル・ロジャース。またロビーの自伝的コンピ『Testimony』 (2016)には、ボブ・クリアマウンテンがミックスした「Testimony (Unity Mix)」 が収録されている。

## メイク・イット・ワーク、マギーズ・ファーム
『Live for Ireland』 (1988)収録。
- Make it Work (Live from Dublin, May 17, 1986 - Self-Aid) - Christy Moore, Paul Doran (featuring Larry and Bono and others)
- Maggie's Farm (Live from Dublin, May 17, 1986)

1986年5月12日にダブリンで行われた失業者救済のチャリティコンサート・セルフエイド(Self Aid)で演奏された曲のコンピ。U2はこのライブで「C’Mon Everybody」「Pride (In the Name of Love)」「Maggie’s Farm」「Cold Turkey」「Bad」を演奏したが、「Maggie’s Farm」（ボブ・ディランのカバー）だけ収録されている。またラリーがドラムとして参加したクリスティ・ムーアの「Make it Work」が演奏された際には、ボノとラリーもステージに上がり、バックコーラスを担当した。
ライブではU2のセットが終わった後、同年に亡くなったフィル・ライノットのトリビュートライブが行われたが、ボノが「Whiskey in the Jar」に参加している。このトリビュートライブでコンサートは終了したかに思えたが、ボノがポール・ドーランに声をかけて、クリスティ・ムーア、ポール・ブレディ、クリス・デ・バー、ボブ・ゲルドフ、マリア・ブレナン (Clannad)と一緒に「Make it Work」を演奏した。
ちなみにセルフエイドのサウンドエンジニアはU2のサウンドエンジニアのジョー・オーハーリー、ライブコーディネイターはU2のプロダクションマネージャーのスティーヴ・アイルデールである。

## ジーザス・クライスト
『Folkways: A Vision Shared』(1988)収録。
- Jesus Christ

財政難からスミソニアン協会の管理下に入った名門フォークレーベル・フォークウェイズのためのチャリティアルバム。アルバム自体は1930年代に活躍したシンガーソングライターであるウディ・ガスリーとレッドベリーのトリビュートアルバムで、その年のグラミー賞を受賞した。プロデューサーはウディ・ガスリーの長年のビジネスパートナーだったハロルド・リーベンタルで、U2はウディが1940年に作った「Jesus Christ」をカバーしている。ボノはこの曲をカバーした理由について「『銀行家や牧師たちがキリストを磔にした』という一節があったからだ。テレビ伝道師たちは病人や老人たちから文字通り金を盗み取っている」と述べている。
レコーディングした場所は、エルビス・プレスリーやジョニー・キャッシュがレコーディングしたことでも知られるテネシー州メンフィスのSun Studiosで、U2はこの曲と一緒に「Angel of Harlem」「Love Rescue Me」「When Love Comes to Town」そして未発表ヴァージョンの「She’s a Mystery to Me」をレコーディングしている。ちなみにエンジニアは1953年からSun Studiosで働き、多くの著名ミュージシャンと一緒に仕事をした Jack “Cowboy” Clementである。
このアルバムは1988年8月末にリリースされたが、数週間後の9月17日に同タイトルのテレビ番組が放送され、後にVHS、DVDでリリースされた。このドキュメンタリー番組では「Jesus Christ」が流れている傍でU2の写真を見せ、途中で上記のボノのインタビューが挟まれ、また曲に戻るという形になっている。そしてビデオの最後には、ウディ・ガスリーが歌うビデオと一緒に出演者全員で「This Land is Your Land」を歌っているが、そこにはボノとその後ろでギターを弾いているエッジの姿が映っている（但し、その映像は2人が「This Land is Your Land」を演奏しているものではない）。
この曲は『The Complete U2 』(2004)収録の『Unreleased and Rare』、またファンクラブ会員限定でリリースされた『Medium, Rare and Remastered』 (2008)にも収録されている。

## ナイト・アンド・デイ（夜も昼も）
『Red, Hot and Blue』(1990)収録。
- Night and Day

Red Hot Organizationはポップカルチャーを通してエイズ問題に取り組むNGOで、エンタメ界の弁護士・ジョン・カーリンが、ポップスターたちにコール・ポーターの曲を歌ってもらうエイズ救済チャリティ・アルバムの構想を持っていたところ、1990年に実現。参加ミュージシャンはU2の他、デヴィッド・バーン、ネナ・チェリー、アニー・レノックス、シネイド・オコナー、イギー・ポップ、トム・ウェイツなどの当時の一線級のミュージシャンが揃い、PVもヴィム・ヴェンダース、ジム・ジャームッシュ、アレックス・コックスなどのこれまた当時の一線級映像作家が集まったこともあり、このアルバムは数百万枚のセールスを上げる大ヒットとなった。なおエクゼティブ・プロデューサーにスティーブ・リリーホワイトが名を連ねている。
またこのアルバムのリリースに伴ってドキュメンタリー番組が作られ、1990年11月30日国際エイズデーにABCで放送され、この番組はアルバムが2006年に再発された際につけられたDVDに収録されている。
U2はコール・ポーターの『陽気な離婚（Gay Divorce）』（『コンチネンタル』という邦題で映画化されたことがある）というミュージカルで使われていた「Night and Day（夜も昼も）」という曲をカバー。この曲はポーターがモロッコを旅している時にムスリムの人々の祈りの声を聞いて閃いたもので、過去、ビリー・ホリデイ、フランク・シナトラ、シャーリー・バッシー、エタ・ジェイムズなどが歌っている。
U2ヴァージョンのプロデューサーはU2のシングルのB面曲を数多く手掛けているポール・バレットで、レコーディングは1990年7月にエッジの家の地下室で行われた。またPVも作られ、監督はヴィム・ヴェンダース、ロケ地もヴェンダースの自宅だった。U2とヴェンダースの蜜月関係の始まりである。
なお1992年にリリースされたOneのシングルのB面に「Night and Day (Steel String Remix)」が、「Night and Day」のプロモーションシングルに「Night and Day (Twilight Mix)」が収録されており、いずれも『Achtung Baby』のスーパーデラックスエディションに収録されている。「Out Loud」というコンピに収録されている「Night and Day (Youth’s Remix)」はそのコンピでしか聴けない。

## サテライト・オブ・ラヴ
『Peace Together』(1993)収録。
- Satellite of Love (Live from Dallas, TX, Oct. 16, 1992)

1990年の夏、アイルランドのバンド、The Fat Lady Singsのドラマー・ロバート・ハミルトンとStiff Little Fingersのベーシスト・アリステア・マックモーディはお互いの故郷であるダブリンとベルファストをツアーして回っていた。ロンドンでは宗教が話題になったり、その人のバックグランドが問題になることは少ないが、アイルランドではすぐに会話の話題に上る――そしてロンドンに戻った後、２人は平和に暮らしたいと願う北アイルランドの人々への支援が必要なことに気づいた。彼らは自分たちに発言の機会がないことにフラストレーションを感じていた。
そこで２人は1992年2月Peace Togetherを結成。その目的は、音楽を通してイギリスとアイルランドに住んでいる人々に北アイルランドの平和を願う人々との連帯を訴えることだった。
最初の企画は「1 Day 2 Help 3 Cities 4 Peace」のスローガンの下、ダブリン、ベルファスト、ロンドンでコンサートを同時開催することだった。が、ロンドンのコンサートはとある組織の警告を受けてキャンセル、ベルファストのコンサートも、アーチストたちが泊まる予定だったホテルの近くで爆破事件が起きてキャンセルされた。ダブリンのコンサートだけ行われたが、U2は出演せず、メインアクトはHothouse FlowersとNew Orderだった。
コンピは「困難に直面したときの強さと希望」をテーマに、イギリスとアイルランドのミュージシャンに主にカバー曲を提供してもらった。U2はZoo TVツアーでビデオ映像の中のルー・リードと共演した「Satellite of Love (Live from Dallas, TX, Oct. 16, 1992)」を提供した。
またこのコンピからはピーター・ゲイブリエル、シネイド・オコナー、ファーガル・シャーキー（The Undertones）、ナンシー・グリフィン、ジャー・ウォブル（Public Image Limited）、ニック・ケリー（The Fat Lady Sings、Hothouse Flowers）が参加した「Be Still」（元はThe Fat Lady Singsの曲）がシングルカットされたが、これにもU2は参加していない。
コンサートとコンピからの収益は北アイルランドの若者たちに寄付された。

## オリジナルサウンドトラック１(アルバム)
『Original Soundtracks 1』(1995)収録。
元々、イーノとバンドでピーター・グリーナウェイの映画『枕草子』のサントラにを制作していたのだが、その話が流れ、架空の映画のためのサントラということになった。当時、全米チャートではサントラが上位を席巻していたので、それにあやかろうとしたのだ。レコーディングは様々な映像に合わせてジャムセッションをする形で行われ、ハウイー・Ｂに何曲かミックスしてもらった。アルバムのコンセプトは"夜のアルバム"で、ボノは「このアルバムの故郷は東京」と述べている。またZooropa でも試みた"映像的音楽"の延長線上にもある。
当初はU2名義でリリースする予定だったが、『Zooropa』に引き続き実験的内容のアルバムを出すことにレコード会社が難色を示し、Passangers名義でのリリースとなった。
「Your Blue Room」「Beach Sequence」は映画『愛のめぐりあい』に、「Miss Sarajevo」はドキュメンタリー映画『ミス・ササエボ』に、「One Minute Warning」は映画『攻殻機動隊』に使われている。

## アイム・ノット・ユア・ベイビー
『The End of Violence』(1997)収録。
- I'm Not Your Baby (Soundtrack Version)

ヴィム・ヴェンダースの1997年の映画『エンド・オブ・バイオレンス』のサントラ。U2はシネイド・オコナーとのデュエット曲「I'm Not Your Baby」を提供。この曲は1997年4月にレコーディングされ、最終ミックスは4月28日にSan Diego’s Signature Sound Studioで行われた。その際、「Last Night on Earth」も再レコーディングされている。ラリーが１番好きな90年代のU2の曲。
この曲の「Skysplitter Dub」が「Please」のシングルのB面に収録されているが、ボーカルの入っていないインストヴァージョンである。シネイド・オコナーの『Collaborations』とU2のファンクラブ会員限定リリースの『Duals』に収録されている。

## ウィズアウト・ユー（映画）
『Entropy』(1999)
- 製作国：アメリカ
- 監督：フィル・ジョアノー
- 製作：ロバート・デ・ニーロ
- 脚本：フィル・ジョアノー
- 出演：スティーブン・ドーフ、ジュディット・ゴドレーシュ

フィル・ジョアノーの自伝的映画。U2のライブ映画で認められたスティーブン・ドーフ演じる主人公がハリウッド映画の監督に抜擢されるが、ハリウッドの”ルール”に翻弄され、恋人とも上手く行かなくなり……といった内容らしい。U2のPopmartｐのスクリーンに主人公が映し出され、ボノが「お前はそのままでいいのか？」と問いかけるシーンがある。

## ザ・グラウンド・ビニース・ハー・フィート、ステイトレス
『ミリオンダラー・ホテル・オリジナルサウンドトラック』(2000)収録。
- The Ground Beneath Her Feet

- Stateless

→「ザ・グラウンド・ビニース・ハー・フィート」

## ザ・ハンズ・ザット・ビルト・アメリカ
『ギャング・オブ・ニューヨーク・オリジナルサウンドトラック』(2002)収録。
- The Hands that Built America (Soundtrack Version)[20]

→「ザ・ハンズ・ザット・ビルト・アメリカ」

## ビート・オン・ザ・ブラット
『We're a Happy Family』 (2003)収録。
- Beat on the Brat (Studio Version)

The Ramonesのトリビュートアルバム。ジョーイ・ラモーンが自分が監修を務めることを条件に制作を承諾した。ロブ・ゾンビを共同プロデューサーに選んだのも、スティーブン・キングにライナーノーツを執筆してもらったのも、ジョーイの人選である。2004年、ジョーイは亡くなった。
U2は『ラモーンズの激情』に収録されている「ビート・オン・ザ・ブラット」のカバーを提供。プロモーション用のシングルがリリースされている。
2002年2月25日にNMEアワードでU2がベスト・ライブ・アクト賞を受賞した際、バンドがこの曲を演奏するビデオが会場で流されたが、このビデオにはアダムは参加しておらず、ベース・テックのスチュアート・モーガンがアダムの切り抜きの後ろでベースを演奏した。

## トゥー・ショッツ・オブ・ハッピー、ワン・ショット・オブ・サッド
ナンシー・シナトラ『Nancy Sinatra』 (2004)収録。
- Two Shots of Happy, One Shot of Sad (Studio Version - Nancy Sinatra) - Nancy Sinatra (featuring Larry Mullen and Adam Clayton)

ボノが1992年にフランク・シナトラのために書いた曲。結局、シナトラはレコーディングしなかったが、1995年11月19日にアメリカのテレビで放送されたシナトラの80歳の誕生日記念番組で、ボノとエッジはこの曲を演奏し「If God Will Send His Angels」のシングルのB面に収録された。
2003年、シナトラの娘・ナンシー・シナトラはボノにこの曲を歌わせてもらえないか依頼。メディアにはナンシーがU2の許可なくこの曲をレコーディングし、曲を改変し、リリースしようとしているという噂が流れ、U2のマネジメントがこれを否定するという一幕もあったが、実際はU2はこの曲をナンシーが歌うをのを許可し、それどころかアダムとラリーも参加して、ロンドンのOlympic Studiosでこの曲をレコーディングした。その際、ナンシーは歌詞を1人称の語りから3人称の語りに変え、自分の父親に対して歌っているようにしている。
このアルバムからシングルカットされた「Burnin’ Down the Spark」のB面にもこの曲は収録されている。

## 7 DAYS U2を呼べ！(映画)
『7 Dias』 (2005)
- 製作国：メキシコ
- 監督：フェルナンド・カリフェ
- 脚本：フェルナンド・カリフェ
- 出演：エドアルド・アロヨ、ジェイミー・カミル

ギャンブルに負けてマフィアに借金を負った3流プロモーターの男が、その借金を返済するためにU2をメキシコに招聘するというコメディ。U2はライブのシーンでちらりと出演する。

## タワー・オブ・ソング
『Leonard Cohen: I'm Your Man 』(2006)収録。
- Tower of Song (Live from New York, May 19, 2005)

2006年のレナード・コーエンのドキュメンタリー映画『Leonard Cohen : I'm Your Man』に提供した曲。U2の演奏シーンは映画の最後に使われたが、これは2005年5月19日にニューヨークのthe Slipper Roomというところで撮影されたものである。なおこのドキュメンタリー映画の監督・リアン・ランソンは2005年9月16日のVertigoツアー・トロント公演のステージに上がり、「All Because of You」と「Fast Cars」の演奏を撮影している。
「Windows in the Skies」のシングルのB面に収録されている。

## インスタント・カルマ
『Instant Karma: The Campaign to Save Darfur』 (2007)収録。
- Instant Karma (Studio Version)

ダルフール紛争の被害者救済を目的としたコンピ。様々なミュージシャンがジョン・レノンの曲をカバーしている。収益はアムネスティ・インターナショナルに寄付された。U2は「Instant Karma」のカバーを提供したが、この曲は2008年グラミー賞のBest Rock Performance by a Duo or a Group with Vocalにノミネートされ、『Grammy Nominees 2008』にも収録されている。

## スプリングヒル・マイニング・ディサスター
『Late Late Show Tribute to the The Dubliners』 (2008)収録。
- Springhill Mining Disaster (Live from Dublin, Mar. 16, 1987)
- The Auld Triangle (Live from Dublin, Mar. 16, 1987) - Various Members of Tribute Cast (featuring U2)

1987年3月26日RTEのザ・レイト・レイト・ショーの一環として放送された The Dublinersの25周年記念番組のコンピ。U2、クリスティ・ムーア、The Pogues、ジム・マッキャン、The Fureys、Stockton Wing、デイブ・アーサーが出演。かつてVHSでリリースされたが、その後、アイルランド限定でCDとDVDがリリースされた。
U2はこの番組で「Springhill Mining Disaster」というカナダのノバスコシアという小さな町で起きた悲劇を元にペギー・シーガーとイアン・マッコールが書いた曲を演奏した。元のタイトルは「The Ballad of Springhill」なのだが、The Dublinersが1972年のアルバム『Double Dubliners』に収録した時にタイトルを改めた。U2がこの曲を演奏するはこの番組が初めてで、ボノはThe Dublinersの元メンバーで1984年に亡くなったルーク・ケリーがレコーディングしたものを聴いて知ったのだという。またU2のメンバーは「The Auld Triangle」という曲でもバックコーラスで参加している。
U2はThe Joshua Treeツアーの北米レグとヨーロッパレグで15回「Springhill Mining Disaster」を演奏している。最後に演奏したのは1987年10月7日のニューヨーク公演である。が、ノバスコシアの目と鼻の先にあるモンクトンで360度ツアーの最終公演を行った時、「I Still Haven’t Found What I’m Looking For」を歌っている時に「Springhill Mining Disaster」を挿入した。またU2は2009年7月24日の360度ツアーダブリン公演で「The Auld Triangle」を歌った。ボノは2012年のグレン・ハンサードのライブでもこの曲を一緒に歌っている。

## アイ・ビリーヴ・イン・ファーザー・クリスマス
「All You Need is Love」 (2009)収録。
- I Believe in Father Christmas (Studio Version)

元は2008年12月8日にデジタルリリースされた『Red Magazine』に収録されていた曲だが、スターバックスとRedの協力下、2009年11月19日～12月1日までアメリカとカナダのスターバックスで15ドル以上の買い物をした客にプレゼントされた4曲入りEPにも収録された。EP1枚につき１ドルがRedに寄付された。
U2は元Emerson, Lake & Palmerのグレッグ・レイクのこの曲のカバー提供。他に収録されていたのは、Playing for Changeの「All You Need is Love」、Dave Matthews Bandの「You & Me」、ジョン・レジェンドの「(Red)Emption Song」。U2はレコーディングするまで、この曲演奏したことも、聞いたこともなく、歌詞も知らなかった。

## ホワッツ・ゴーイング・オン
『Rhythm Del Mundo Haiti』 (2010)収録。
- What's Going On? (Reprise - Rhythm Del Mundo)

2010に起きたハイチ地震被害者救済チャリティアルバム。U2はマービン・ゲイの「What's Going On?」のカバーを提供しているが、ジェイ・Z、リアーナと共演した「Stranded (Haiti Mon Amour)」の影に隠れてあまり知られていない。

## ギミー・シェルター 、ホエア・イズ・ラヴ
『The 25th Anniversary Rock & Roll Hall of Fame Concerts』(2010)収録。
- Vertigo (Live from New York, NY, Oct. 30, 2009) - U2
- Mysterious Ways (Live from New York, NY, Oct. 30, 2009) - U2
- Beautiful Day (Live from New York, NY, Oct.30, 2009) - U2
- Because The Night (Live from New York, NY, Oct. 30, 2009) - U2 with ブルース・スプリングスティーン, パティ・スミス, ロイ・ビタン
- I Still Haven't Found What I'm Looking For (Live from New York, NY, Mar. 14, 2005) - U2, ブルース・スプリングスティーン
- Where Is the Love? / One (Live from New York, Oct. 30, 2009) - U2,The Black-Eyed Peas
- Gimme Shelter (Live from Nwe York, NY, Oct. 30, 2009) - U2 featuring ミック・ジャガー, ファーギー, ウィル・アイ・アム
- Stuck in a Moment You Can't Get Out Of (Live from New York, NY, Oct. 30, 2009) - U2, ミック・ジャガー

2009年10月29日と30日にニューヨークのMadison Square Gardenで行われたロックの殿堂25周年記念コンサートを収録したアルバム。

## ディス・イズ
- This Is (2013)

2013年6月21日、癌で闘病中だったアイルランドの人気バンドAslanのヴォーカル・クリスティ・ディグナンのために、アイルランドのミュージシャンが集まってダブリンのOlympia Theatreで「A Night for Christy」というチャリティーコンサートが行われた。司会を務めていたのはグッギ。U2はそのコンサートに参加しなかったが、2013年5月31日にニューヨークのElectric Lady StudiosでこのAslanのデビュー曲を演奏した映像でビデオ出演した。ちなみにボノはかつてこの曲にダメだしして、Aslanのマザーレコードとの契約を断ったことがある。

## スパイダーマン・ターン・オフ・ザ・ダーク（サントラ）
『Spider-Man: Turn Off the Dark』 (2012)
2011年6月にブロードウェイで公開されたブロードウェイ・ミュージカル『Spider-Man: Turn Off the Dark』のサントラ。プロデューサーはスティーブ・リリーホワイト。ボノとエッジはエクゼティブ・プロデューサーにクレジットされ、2人が全曲作詞作曲して、さらにエッジは全曲Additional Guitarsでクレジットされている。またボノとエッジは「Picture This」「Rise Above 1」「A Freak Like Me Needs Company」「Sinistero」でボーカルも入れている。そして「Boy Falls From the Sky」では作詞作曲にU2がクレジットされていて、一応、U2のメンバー全員が関わっていることになる。「Boy Falls From the Sky」は360度ツアーでも1度披露された。
ミュージカル開幕前、ボノは「私たちが試していることがそのまま舞台に出たら、誰も見たことも聴いたこともない愛される作品になるだろうね。演劇好きでも幻覚を感じる体験をするし、テイモア監督がもたらす視覚的エネルギーを体感するはずだ」と語り、加えて、登場人物のユニークな造型に、観客はひっくり返るだろうとまで仰天予告。また、ボノとエッジによると、音楽はかなりワイドレンジな音楽構成になる模様で、ボノによると「ある部分ではパンクロックで、ある部分では美しいオペラになる」（出典）と述べて自信満々だったが、結局、興行的には失敗した。

## XXX
ケンドリック・ラマー『Dawn』(2017)
- XXX (Explicit Version)
- XXX (Clean Version)
- XXX (Physical Version - Explicit)

「XXX」という曲の後半でボノが「It’s not a place, This country is to be a sound of drum and bass, You close your eyes to look around」と『Songs of Experience』収録の「Americal Soul」の一節を歌っている。「XXX」はシングルカットされて、ビルボードチャートで33位を記録。これによってU2はマイケル・ジャクソン、マドンナ、アル・ヤンコビックと並んで、４ディケイドに渡ってビルボードチャートのトップ40に入ったアーチストになった。

## バン・ア・ゴング (ゲット・イット・オン）
『AngelHeaded Hipster: The Songs of Marc Bolan & T.Rex』(2020)
- Bang A Gong (Get It On) (Studio Version) - U2 featuring エルトン・ジョン

T・レックスのトリビュート・アルバムに「Bang A Gong (Get It On)」のカバーを提供。エルトン・ジョンがピアノとバックコーラスで参加しているが、レコーディングは別録り。かつてボノはギャヴィン・フライデーと一緒に映画『ムーラン・ルージュ』のサントラのためにT・レックスの「Children of the Revolution」のカバーを提供したことがある。T・レックスは若い頃のボノのヒーローの1人だった。
アルバムのプロデュースはハル・ウィルナー。彼は『ミリオンダラー・ホテル」のサントラのプロデューサーの1人であり、ボノが「A Dying Sailor to his Shipmate」という曲を提供した、海賊や船員にまつわる古歌を集めたトリビュート・アルバム『Rogue's Gallery』のプロデューサーでもあった。